# Odorrana mawphlangensis
Espèce
Synonymes
- Rana mawphlangensis Pillai & Chanda, 1977
- Limnonectes mawphlangensis (Pillai & Chanda, 1977)

Statut de conservation UICN

 DD  : Données insuffisantes
Odorrana mawphlangensis est une espèce d'amphibiens de la famille des Ranidae.

## Répartition
Cette espèce est endémique du Nord-Est de l'Inde. Elle se rencontre dans les États du Bengale-Occidental, du Meghalaya, du Manipur, d'Arunachal Pradesh et du Nagaland.

## Étymologie
Son nom d'espèce, composé de mawphlang et du suffixe latin -ensis, « qui vit dans, qui habite », lui a été donné en référence au lieu de sa découverte, aux sources du Mawphlang dans les Khasi Hills dans l'Assam.

## Publication originale
- Pillai & Chanda, 1977 : Two new species of frogs (Ranidae) from Khasi Hills, India. Journal of the Bombay Natural History Society, vol. 74, no 1, p. 136-140.